# Deux Nigauds contre Frankenstein
Pour plus de détails, voir Fiche technique et Distribution.

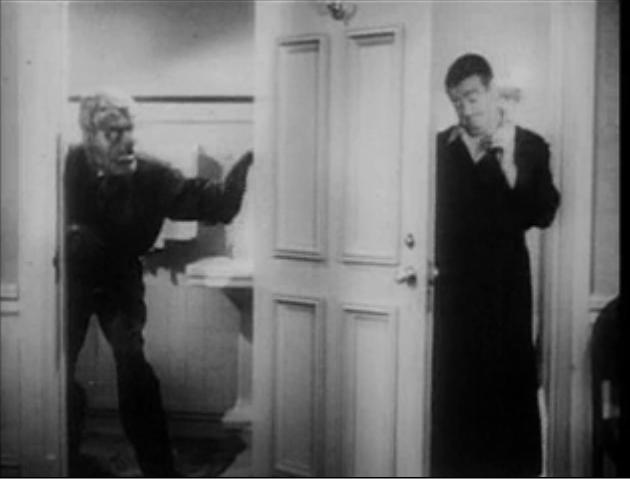
Lon Chaney Jr. (le Loup-Garou) et Lou Costello

Deux Nigauds contre Frankenstein (Abbott and Costello Meet Frankenstein) est un film américain réalisé par Charles Barton, sorti en 1948.

## Synopsis
Chick Young et Wilbur Brown déchargent des bagages pour le compte d'une compagnie de chemin de fer en Floride. Ils doivent livrer au Musée des Horreurs deux caisses contenant les restes du monstre de Frankenstein et ceux du comte Dracula. Mais ils réveillent les monstres qui s'enfuient. Jean Raymond, de la compagnie qui assurait les caisses, suit Chick et Wilbur dans l'espoir de récupérer le contenu des caisses. Au cours de leurs pérégrinations, nos deux amis rencontrent Lawrence Talbot qui leur avoue être un loup-garou et qui poursuit Dracula pour l'empêcher de greffer un nouveau cerveau au monstre de Frankenstein. Au cours d'un bal masqué, Wilbur est enlevé par Dracula et Sandra, son assistante, qui l'amènent dans une île. Dracula veut transposer le cerveau de Wilbur sur celui du monstre. Chick et Talbot se rendent au château de Dracula mais la lune se lève et Larry se transforme en loup-garou. Dans la lutte qui s'ensuit, Dracula et Talbot tombent tous deux dans le vide. Chick et Wilbur fuient, poursuivis par le monstre de Frankenstein qui se noie dans la rivière. Dans leur bateau, Chick et Wilbur entendent l'homme invisible leur adresser la parole.

## Fiche technique
Sauf indication contraire, les informations mentionnées dans cette section peuvent être confirmées par les bases de données cinématographiques  présentes dans la section « Liens externes ».
- Titre original : Abbott and Costello Meet Frankenstein
- Titre français : Deux Nigauds contre Frankenstein
- Réalisation : Charles T. Barton
- Scénario : Robert Lees, Fred I. Rinaldo et John Grant
- Musique : Frank Skinner
- Direction de la photographie : Charles Van Enger
- Direction artistique : Bernard Herzbrun et Hilyard Brown
- Décors : Russell A. Gausman et Oliver Emert
- Montage : Frank Gross
- Costumes : Grace Houston
- Son : Leslie I. Carey et Robert Pritchard
- Effets spéciaux : David S. Horsley et Jerome H. Ash
- Production : Robert Arthur (en)
- Société de production : Universal
- Société de distribution : Universal Pictures
- Budget : 760 000 $
- Pays de production :  États-Unis
- Langue originale : anglais
- Format : noir et blanc – 1,37:1 – 35 mm – mono (Western Electric Recording)
- Genre : comédie, horreur
- Durée : 83 minutes
- Dates de sortie :
  - États-Unis : 15 juin 1948
  - France : 24 novembre 1949

## Distribution
Sauf indication contraire, les informations mentionnées dans cette section peuvent être confirmées par les bases de données cinématographiques  présentes dans la section « Liens externes ».
- Bud Abbott : Chick Young (Jules en vf)
- Lou Costello : Wilbur Grey (Albert en vf)
- Lon Chaney Jr. : Larry Talbot/Le Loup-Garou
- Béla Lugosi : Comte Dracula
- Glenn Strange : Le Monstre de Frankenstein
- Lenore Aubert (en) : Dr Sandra Mornay
- Jane Randolph : Joan Raymond
- Frank Ferguson : Mr McDougal
- Charles Bradstreet : Dr Stevens
- Vincent Price : l'homme invisible (voix) (non crédité)

## Autour du film

### Série de films
- Frankenstein
- La Fiancée de Frankenstein
- Le Fils de Frankenstein
- Le Fantôme de Frankenstein
- Frankenstein rencontre le loup-garou
- La Maison de Frankenstein
- La Maison de Dracula
- Deux Nigauds contre Frankenstein